# پایان خوش (فیلم ۲۰۱۴)
پایان خوش (به هندی: Happy Ending) فیلمی محصول سال ۲۰۱۴ و به کارگردانی راج نیدیمرو است. در این فیلم بازیگرانی همچون سیف علی خان، ایلیانا دی‌کروز، کالکی کوچلین، گوویندا، رانویر شوری، پریتی زینتا، کارینا کاپور ایفای نقش کرده‌اند.